# Großer Preis von Europa 2002
Der Große Preis von Europa 2002 (offiziell 2002 Allianz Grand Prix of Europe) fand am 23. Juni auf dem Nürburgring in Nürburg statt und war das neunte Rennen der Formel-1-Weltmeisterschaft 2002.

## Berichte

### Hintergrund
Nach dem Großen Preis von Kanada führte Michael Schumacher in der Fahrerwertung mit 43 Punkten vor Ralf Schumacher und Juan Pablo Montoya. In der Konstrukteurswertung führte Ferrari mit 32 Punkten vor Williams-BMW und mit 53 Punkten vor McLaren-Mercedes.
Michael Schumacher hatte die letzten beiden Rennen von Europa auf dem Nürburgring gewonnen und wollte sich auf die Herausforderung durch die Teams von Williams und McLaren beim Rennen konzentrieren, anstatt sich um eine mögliche Disqualifikation aufgrund der Ereignisse beim Großen Preis von Österreich zu sorgen.
Nach dem letztjährigen Rennen auf dem Nürburgring (dem Großen Preis von Europa 2001) wurde das Layout der Rennstrecke geändert. Die erste größere Änderung seit der Wiedereröffnung der Rennstrecke im Jahr 1984. Die Schikane, die zuvor die erste Kurve bildete, wurde durch eine scharfe rechte Haarnadel ersetzt und beinhaltete eine enge linke und rechte Kurve. Die Änderungen sollten Überholmöglichkeiten häufiger möglich machen. Der Asphalt wurde um 25 Meter verbreitert, um Überholmanöver zu erleichtern. Die Änderungen verlängerten die Strecke um 590 Meter und die Anzahl der Runden des Grand Prix wurde von 67 auf 60 reduziert.
Einige Teams nahmen in Vorbereitung auf die Veranstaltung Modifikationen an ihren Autos vor. Ferrari brachte neue elektronische bidirektionale Telemetrie und Lenkräder. Michael Schumacher erhielt eine neue Motorabdeckung, die im Sonntagsrennen nicht verwendet wurde. Renault führte ein neues aerodynamisches Paket und ein Traktionskontrollsystem ein und McLaren brachte eine neue Überarbeitung seines aerodynamischen Pakets. BAR debütierte für das Rennen mit einer überarbeiteten Honda V10-Motorspezifikation und Jordan nahm geringfügige Änderungen an den Frontflügeln vor.
Mit Michael Schumacher (viermal) und Jacques Villeneuve (jeweils einmal) traten zwei ehemalige Sieger zu diesem Grand Prix an.

### Training
Vor dem Rennen am Sonntag fanden vier Trainingssitzungen statt, jeweils zwei am Freitag und Samstag. Die Sitzungen am Freitagmorgen und -nachmittag dauerten jeweils eine Stunde; die dritte und vierte Sitzung am Samstagmorgen dauerte jeweils 45 Minuten.
Das Training am Samstagmorgen und die Qualifikationsrunden am Nachmittag begannen 45 Minuten früher als zu den üblichen Startzeiten um 09:00 Uhr MESZ (UTC+2), 10:15 Uhr und 14:00 Uhr, um Platz für die letzten beiden Viertelfinalspiele der FIFA Fußball-Weltmeisterschaft 2002 zu schaffen am selben Tag in Südkorea und Japan abgehalten.
Die Bedingungen für die Trainingseinheiten am Freitag waren warm und bewölkt. Rubens Barrichello fuhr die schnellste Zeit des ersten Trainings mit einer Rundenzeit von 1:33,665 Minuten, eine Zehntelsekunde schneller als sein Ferrari-Teamkollege Michael Schumacher. Nick Heidfeld mit einer Zeit von 1:34,924 Minuten war Drittschnellster vor Allan McNish und Felipe Massa. David Coulthard, Heinz-Harald Frentzen, Giancarlo Fisichella, Mika Salo und Montoya rundeten die zehn schnellsten Fahrer der Session ab. Enrique Bernoldi verlor das Heck seines Arrows in der Ford Kurve in der 36. Minute der Session und die rechte Seite seines Autos geriet leicht in Kontakt mit einer Reifenwand; dies erforderte das Zeigen einer gelben Flagge, da Streckenposten benötigt wurden Bernoldis Auto von der Strecke zu entfernen.
Im zweiten Training war Coulthard mit einer Zeit von 1:31,886 Minuten der schnellste Fahrer, obwohl er in der Dunlop Kurve ins Kiesbett geriet; Kimi Räikkönen beendete das Training mit der drittschnellsten Zeit. Die Ferrari-Fahrer auf den Plätzen zwei und vier; Michael Schumacher vor Barrichello. Dahinter folgten die beiden Williams von Montoya (der über Untersteuern klagte) und Ralf Schumacher. Jarno Trulli und Jenson Button wurden Siebter und Achter für Renault, Salo und Olivier Panis vervollständigten die Top Ten.
Während der Trainingseinheiten am Samstagmorgen blieb es warm und bewölkt.
Michael Schumacher fuhr die schnellste Zeit der dritten Session (1:30,658 Minuten), obwohl er die Kontrolle über das Heck seines Ferrari verlor, nachdem er zu Beginn der Session einen Randstein in der Veedol-S-Schikane überfahren hatte. Sein Teamkollege Barrichello war Zweitschnellster. Ralf Schmacher war Drittschnellster vor seinem Williams-Teamkollegen Montoya. Heidfeld sicherte sich die fünftschnellste Zeit vor Räikkönen. Massa, Button, Coulthard und Trulli folgten in den Top Ten.
Im abschließenden Training konnte Michael Schumacher seine Zeit nicht verbessern, blieb aber Schnellster; Barrichello beendete das Rennen mit der drittschnellsten Runde. Heidfeld wurde Vierter vor Ralf Schumacher und Salo. Coulthard, Montoya, Trulli und Button vervollständigten die Top Ten vor dem Qualifying.
Pedro de la Rosa hatte ein Hydraulikleck und einen Brand in seinem Auto, was ihn daran hinderte, eine Rundenzeit aufzustellen.

### Qualifying
Das Qualifying am Samstagnachmittag dauerte eine Stunde. Jeder Fahrer war auf zwölf Runden begrenzt, wobei die Startreihenfolge durch die schnellsten Runden der Fahrer bestimmt wurde. Während dieser Sitzung war die 107-Prozent-Regel in Kraft, die erforderte, dass jeder Fahrer eine Zeit innerhalb von 107 % der schnellsten Runde aufstellte, um sich für das Rennen zu qualifizieren.
Die Session fand auf trockener Strecke bei bewölktem Wetter statt; die Streckentemperatur lag zwischen 23 und 26 °C.
Montoya sicherte sich seine dritte Pole-Position in Folge und die siebte seiner Karriere mit einer Zeit von 1:29,906 Minuten, die dreizehn Minuten vor Ende der Session aufgestellt wurde. Montoya wurde in der ersten Startreihe von Teamkollege Ralf Schumacher begleitet, der 0,009 Sekunden hinter Montoyas Tempo lag und das Setup seines Autos nicht änderte. Michael Schumacher qualifizierte sich als Dritter. Sein Wagen steckte in seiner ersten Outlap-Runde im Gang fest und er musste für den Rest der Session auf das Ersatzauto wechseln, da seine Mechaniker das Getriebeproblem nicht beheben konnten. Er machte zwei kleinere Fehler in den letzten beiden Kurven in seinem letzten Lauf, was ihn daran hinderte, seine Rundenzeit zu verbessern. Barrichello änderte nach und nach die Balance seines Autos über die einstündige Qualifizierungsperiode und sicherte sich den vierten Platz. Coulthard änderte sein Setup, um im mittleren Abschnitt der Rennstrecke schneller zu laufen, was die Leistung im ersten Sektor beeinträchtigte, aber Fünfter wurde. Räikkönen ließ eines seiner Räder an den Curbs in Kurve dreizehn fallen, was ihn auf den sechsten Platz einschränkte. Die beiden Renault-Piloten füllten mit Trulli die vierte Startreihe vor Button. Heidfeld spürte Vibrationen, nachdem er bei seinem ersten Lauf einen Platten am rechten Vorderreifen gehabt hatte, was ihn auf den neunten Platz brachte. Salo rundete die Top-Ten-Qualifikation ab.

### Warm Up
Im Warm Up war Barrichello der Schnellste. Michael Schumacher platzierte sich dann vor Coulthard.

### Rennen
Das Rennen startete um 14:00 Uhr Ortszeit. Die Bedingungen am Start waren vor dem Rennen bewölkt; die Streckentemperatur lag zwischen 28 und 31 °C und es wurde Regen vorhergesagt.
Als das Rennen startete, fuhren Montoya und Ralf Schumacher in der ersten Kurve nebeneinanderher, wobei Ralf Schumacher an Montoya vorbeizog, um die Führung zu übernehmen, indem er die Außenlinie übernahm. Coulthard, der als Fünfter gestartet war, hatte einen sehr guten Start, rutschte aber und erlaubte so Barrichello und Michael Schumacher, ihre Startpositionen zurückzuerobern. Beide Jordan-Fahrer kollidierten mit Fisichella, der sich in der ersten Kurve in Sato drehte; Das Paar fiel an das hintere Ende des Feldes und beide machten am Ende der ersten Runde Boxenstopps für Reparaturen. Michael Schumacher überholte Montoya für den dritten Platz in derselben Runde, aber Montoya eroberte kurzzeitig die Position zurück, während Barrichello Ralf Schumacher überholte, um die Führung auf der Geraden in Kurve acht zu übernehmen. Michael Schumacher überholte schließlich Montoya am Ende der ersten Runde. Am Ende der ersten Runde führte Barrichello mit einer Sekunde Vorsprung auf Ralf Schumacher, Michael Schumacher mit weiteren zwei Sekunden Rückstand auf Rang drei. Auf Montoya als Vierter folgten Coulthard, Räikkönen, Button, Trulli, Massa und Heidfeld.
Barrichello begann, sich von Ralf Schumacher zu entfernen, der von Michael Schumacher eingeholt wurde. An anderer Stelle im Feld rückte Bernoldi vor Eddie Irvine auf den 14. Platz vor und Jacques Villeneuve überholte Alex Yoong und de la Rosa um auf den 18. Platz zu gelangen. Michael Schumacher rückte auf den zweiten Platz vor, nachdem er Ralf Schumacher in der RTL-Kurve in der dritten Runde überholt hatte, und begann, die Lücke zu Barrichello zu schließen. Panis rückte vor Salo auf den zwölften Platz vor und Villeneuve überholte Mark Webber für den 17. Platz. Barrichello, Michael Schumacher und Ralf Schumacher zogen vorne weiter davon. Trulli eroberte die elfte Position zurück, nachdem er Panis in Runde sechs überholt hatte, während Salo auf Platz 13 sich drehte und sechs Positionen verlor. Webber machte einen Fehler und fiel hinter de la Rosa und Salo auf die 19. Position zurück, während Yoong eine Durchfahrtsstrafe erhielt. In der achten Runde holte Michael Schumacher seinen Teamkollegen Barrichello ein und war 1,4 Sekunden hinter dem Brasilianer und in der zehnten Runde direkt hinter ihm. Trulli war in derselben Runde wieder auf den neunten Platz vorgerückt, nachdem er McNish und Heidfeld überholt hatte, während Bernoldi Frentzen den 13. Platz überlassen musste.
Fisichellas Jordan verlor Teile seiner Karosserie, als er in Runde elf die Hauptgeraden hinunterfuhr, nachdem er zu Beginn des Rennens heftig auf die Randsteine und das Gras geprallt war. de la Rosa überholte Irvine für Platz 16 in derselben Runde. Bernoldi verlor den 14. Platz, nachdem er in der 13. Runde von Villeneuve überholt worden war, während Frentzen von der Rennstrecke abkam und von Villeneuve und Bernoldi überholt wurde. Räikkonen fuhr beim Yokohama-S zu weit raus und kämpfte darum, sein Auto wieder auf die Strecke zu bringen, was Button nutzte, um in Runde 17 auf den sechsten Platz vorzufahren.
Barrichello gewann schlussendlich das Rennen knapp vor Michael Schumacher. Räikkönen komplettierte das Podium. Die restlichen Punkteplatzierungen belegten Ralf Schumacher, Button und Massa. Der Sieg war Barrichellos zweiter in seiner Karriere und der erste der Saison 2002.
In der Fahrer- und Konstrukteurswertung blieben die ersten drei Positionen unverändert.

## Meldeliste
| Team                       | Nr. | Fahrer                | Chassis        | Motor                         | Reifen |
| -------------------------- | --- | --------------------- | -------------- | ----------------------------- | ------ |
| Scuderia Ferrari Marlboro  | 01  | Michael Schumacher    | Ferrari F2002  | Ferrari 051 3.0 V10           | B      |
| Scuderia Ferrari Marlboro  | 02  | Rubens Barrichello    | Ferrari F2002  | Ferrari 051 3.0 V10           | B      |
| West McLaren Mercedes      | 03  | David Coulthard       | McLaren MP4-17 | Mercedes-Benz FO 110M 3.0 V10 | M      |
| West McLaren Mercedes      | 04  | Kimi Räikkönen        | McLaren MP4-17 | Mercedes-Benz FO 110M 3.0 V10 | M      |
| BMW.WilliamsF1 Team        | 05  | Ralf Schumacher       | Williams FW24  | BMW P82 3.0 V10               | M      |
| BMW.WilliamsF1 Team        | 06  | Juan Pablo Montoya    | Williams FW24  | BMW P82 3.0 V10               | M      |
| Sauber Petronas            | 07  | Nick Heidfeld         | Sauber C21     | Petronas 02A 3.0 V10          | B      |
| Sauber Petronas            | 08  | Felipe Massa          | Sauber C21     | Petronas 02A 3.0 V10          | B      |
| DHL Jordan Honda           | 09  | Giancarlo Fisichella  | Jordan EJ12    | Honda RA 002E 3.0 V10         | B      |
| DHL Jordan Honda           | 10  | Takuma Satō           | Jordan EJ12    | Honda RA 002E 3.0 V10         | B      |
| Lucky Strike BAR Honda     | 11  | Jacques Villeneuve    | BAR 004        | Honda RA 002E 3.0 V10         | B      |
| Lucky Strike BAR Honda     | 12  | Olivier Panis         | BAR 004        | Honda RA 002E 3.0 V10         | B      |
| Mild Seven Renault F1 Team | 14  | Jarno Trulli          | Renault R202   | Renault RS22 3.0 V10          | M      |
| Mild Seven Renault F1 Team | 15  | Jenson Button         | Renault R202   | Renault RS22 3.0 V10          | M      |
| Jaguar Racing              | 16  | Eddie Irvine          | Jaguar R3      | Ford Cosworth CR-3 3.0 V10    | M      |
| Jaguar Racing              | 17  | Pedro de la Rosa      | Jaguar R3      | Ford Cosworth CR-3 3.0 V10    | M      |
| Orange Arrows Cosworth     | 20  | Heinz-Harald Frentzen | Arrows A23     | Ford Cosworth CR-3 3.0 V10    | B      |
| Orange Arrows Cosworth     | 21  | Enrique Bernoldi      | Arrows A23     | Ford Cosworth CR-3 3.0 V10    | B      |
| KL Minardi Asiatech        | 22  | Alex Yoong            | Minardi PS02   | Asiatech AT02 3.0 V10         | M      |
| KL Minardi Asiatech        | 23  | Mark Webber           | Minardi PS02   | Asiatech AT02 3.0 V10         | M      |
| Panasonic Toyota Racing    | 24  | Mika Salo             | Toyota TF102   | Toyota RVX-02 3.0 V10         | M      |
| Panasonic Toyota Racing    | 25  | Allan McNish          | Toyota TF102   | Toyota RVX-02 3.0 V10         | M      |

## Klassifikationen

### Qualifying
| Pos.                                                                        | Fahrer                | Konstrukteur     | Zeit     | Start |
| --------------------------------------------------------------------------- | --------------------- | ---------------- | -------- | ----- |
| 01                                                                          | Juan Pablo Montoya    | Williams-BMW     | 1:29,906 | 01    |
| 02                                                                          | Ralf Schumacher       | Williams-BMW     | 1:29,915 | 02    |
| 03                                                                          | Michael Schumacher    | Ferrari          | 1:30,035 | 03    |
| 04                                                                          | Rubens Barrichello    | Ferrari          | 1:30,387 | 04    |
| 05                                                                          | David Coulthard       | McLaren-Mercedes | 1:30,550 | 05    |
| 06                                                                          | Kimi Räikkönen        | McLaren-Mercedes | 1:30,591 | 06    |
| 07                                                                          | Jarno Trulli          | Renault          | 1:30,927 | 07    |
| 08                                                                          | Jenson Button         | Renault          | 1:31,136 | 08    |
| 09                                                                          | Nick Heidfeld         | Sauber-Petronas  | 1:31,211 | 09    |
| 10                                                                          | Mika Salo             | Toyota           | 1:31,389 | 10    |
| 11                                                                          | Felipe Massa          | Sauber-Petronas  | 1:31,733 | 11    |
| 12                                                                          | Olivier Panis         | BAR-Honda        | 1:31,906 | 12    |
| 13                                                                          | Allan McNish          | Toyota           | 1:31,941 | 13    |
| 14                                                                          | Takuma Satō           | Jordan-Honda     | 1:31,999 | 14    |
| 15                                                                          | Heinz-Harald Frentzen | Arrows-Cosworth  | 1:32,144 | 15    |
| 16                                                                          | Pedro de la Rosa      | Jaguar-Cosworth  | 1:32,281 | 16    |
| 17                                                                          | Eddie Irvine          | Jaguar-Cosworth  | 1:32,510 | 17    |
| 18                                                                          | Giancarlo Fisichella  | Jordan-Honda     | 1:32,591 | 18    |
| 19                                                                          | Jacques Villeneuve    | BAR-Honda        | 1:32,968 | 19    |
| 20                                                                          | Mark Webber           | Minardi-Asiatech | 1:32,996 | 20    |
| 21                                                                          | Enrique Bernoldi      | Arrows-Cosworth  | 1:33,360 | 21    |
| 22                                                                          | Alex Yoong            | Minardi-Asiatech | 1:34,251 | 22    |
| 107-Prozent-Zeit: 1:36,199 min (bezogen auf die Bestzeit von 1:29,906 min.) |                       |                  |          |       |

### Rennen
| Pos. | Fahrer                | Konstrukteur     | Runden | Stopps | Zeit        | Start | Schnellste Runde |
| ---- | --------------------- | ---------------- | ------ | ------ | ----------- | ----- | ---------------- |
| 01   | Rubens Barrichello    | Ferrari          | 60     | 2      | 1:35:07,426 | 04    | 1:32,785 (44.)   |
| 02   | Michael Schumacher    | Ferrari          | 60     | 2      | + 0,294     | 03    | 1:32,226 (26.)   |
| 03   | Kimi Räikkönen        | McLaren-Mercedes | 60     | 1      | + 46,435    | 06    | 1:33,159 (59.)   |
| 04   | Ralf Schumacher       | Williams-BMW     | 60     | 1      | + 1:06,963  | 02    | 1:33,856 (49.)   |
| 05   | Jenson Button         | Renault          | 60     | 2      | + 1:16,944  | 08    | 1:33,676 (47.)   |
| 06   | Felipe Massa          | Sauber-Petronas  | 59     | 1      | + 1 Runde   | 11    | 1:34,683 (57.)   |
| 07   | Nick Heidfeld         | Sauber-Petronas  | 59     | 1      | + 1 Runde   | 09    | 1:34,224 (56.)   |
| 08   | Jarno Trulli          | Renault          | 59     | 2      | + 1 Runde   | 07    | 1:34,246 (57.)   |
| 09   | Olivier Panis         | BAR-Honda        | 59     | 1      | + 1 Runde   | 12    | 1:34,609 (58.)   |
| 10   | Enrique Bernoldi      | Arrows-Cosworth  | 59     | 2      | + 1 Runde   | 21    | 1:35,391 (48.)   |
| 11   | Pedro de la Rosa      | Jaguar-Cosworth  | 59     | 1      | + 1 Runde   | 16    | 1:35,644 (52.)   |
| 12   | Jacques Villeneuve    | BAR-Honda        | 59     | 2      | + 1 Runde   | 19    | 1:34,809 (56.)   |
| 13   | Heinz-Harald Frentzen | Arrows-Cosworth  | 59     | 2      | + 1 Runde   | 15    | 1:34,503 (47.)   |
| 14   | Allan McNish          | Toyota           | 59     | 2      | + 1 Runde   | 13    | 1:35,503 (58.)   |
| 15   | Mark Webber           | Minardi-Asiatech | 58     | 2      | + 2 Runden  | 20    | 1:35,880 (37.)   |
| 16   | Takuma Satō           | Jordan-Honda     | 58     | 2      | + 2 Runden  | 14    | 1:35,029 (57.)   |
| –    | Mika Salo             | Toyota           | 51     | 2      | DNF         | 10    | 1:35,267 (39.)   |
| –    | Alex Yoong            | Minardi-Asiatech | 48     | 2      | DNF         | 22    | 1:36,932 (21.)   |
| –    | Eddie Irvine          | Jaguar-Cosworth  | 41     | 1      | DNF         | 17    | 1:36,662 (19.)   |
| –    | Juan Pablo Montoya    | Williams-BMW     | 27     | 0      | DNF         | 01    | 1:34,635 (21.)   |
| –    | David Coulthard       | McLaren-Mercedes | 27     | 0      | DNF         | 05    | 1:34,583 (21.)   |
| –    | Giancarlo Fisichella  | Jordan-Honda     | 26     | 2      | DNF         | 18    | 1:37,011 (03.)   |

## WM-Stände nach dem Rennen
Die ersten sechs des Rennens bekamen 10, 6, 4, 3, 2 bzw. 1 Punkt(e).

### Fahrerwertung
| Pos. | Fahrer               | Konstrukteur     | Punkte |
| ---- | -------------------- | ---------------- | ------ |
| 01   | Michael Schumacher   | Ferrari          | 76     |
| 02   | Ralf Schumacher      | Williams-BMW     | 30     |
| 03   | Juan Pablo Montoya   | Williams-BMW     | 27     |
| 04   | Rubens Barrichello   | Ferrari          | 26     |
| 05   | David Coulthard      | McLaren-Mercedes | 26     |
| 06   | Kimi Räikkönen       | McLaren-Mercedes | 11     |
| 07   | Jenson Button        | Renault          | 10     |
| 08   | Giancarlo Fisichella | Jordan-Honda     | 6      |
| 09   | Nick Heidfeld        | Sauber-Petronas  | 5      |
| 10   | Jarno Trulli         | Renault          | 4      |
| 11   | Felipe Massa         | Sauber-Petronas  | 4      |

| Pos. | Fahrer                | Konstrukteur     | Punkte |
| ---- | --------------------- | ---------------- | ------ |
| 12   | Eddie Irvine          | Jaguar-Cosworth  | 3      |
| 13   | Mark Webber           | Minardi-Asiatech | 2      |
| 14   | Mika Salo             | Toyota           | 2      |
| 15   | Heinz-Harald Frentzen | Arrows-Cosworth  | 2      |
| 16   | Jacques Villeneuve    | BAR-Honda        | 0      |
| 17   | Allan McNish          | Toyota           | 0      |
| 18   | Alex Yoong            | Minardi-Asiatech | 0      |
| 19   | Pedro de la Rosa      | Jaguar-Cosworth  | 0      |
| 20   | Olivier Panis         | BAR-Honda        | 0      |
| 21   | Takuma Satō           | Jordan-Honda     | 0      |
| 22   | Enrique Bernoldi      | Arrows-Cosworth  | 0      |

### Konstrukteurswertung
| Pos. | Konstrukteur     | Punkte |
| ---- | ---------------- | ------ |
| 01   | Ferrari          | 102    |
| 02   | Williams-BMW     | 57     |
| 03   | McLaren-Mercedes | 37     |
| 04   | Renault          | 14     |
| 05   | Sauber-Petronas  | 9      |
| 06   | Jordan-Honda     | 6      |

| Pos. | Konstrukteur     | Punkte |
| ---- | ---------------- | ------ |
| 07   | Jaguar-Cosworth  | 3      |
| 08   | Minardi-Asiatech | 2      |
| 09   | Toyota           | 2      |
| 10   | Arrows-Cosworth  | 2      |
| 11   | BAR-Honda        | 0      |